# Maestà

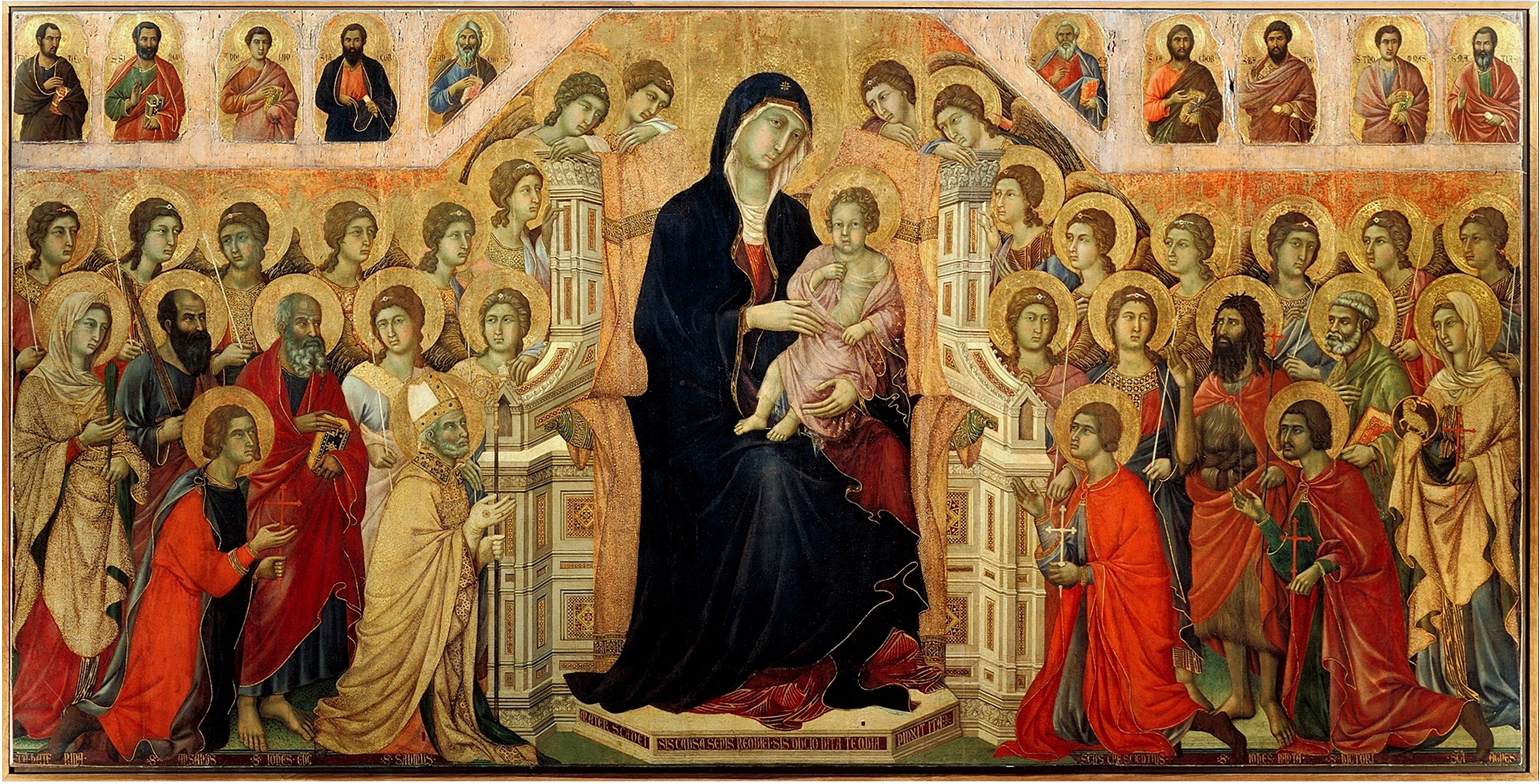
Maestà av Duccio di Buoninsegna

Maestà (it. "majestät") är i konsten en framställning av den tronande Jungfru Maria med barnet och tillbedjande helgon och änglar.